# Open d'Angleterre (badminton)
Pour les articles homonymes, voir Open d'Angleterre.
L'Open d'Angleterre, en anglais : All England Open Badminton Championships et anciennement All England Championships, créé en 1899 à Londres, désigne un tournoi international de badminton qui se déroule au Royaume-Uni. Les meilleurs joueurs mondiaux viennent s'y affronter chaque année.
Cette compétition servait de championnat du monde « officieux » avant la création officielle des premiers championnats du monde de badminton en 1977.
Elle est restée depuis la compétition individuelle la plus prestigieuse derrière les Jeux olympiques et les championnats du monde, et a logiquement intégré en 2007 le nouveau circuit des Super Series organisé par la BWF. En 2018, la BWF réorganise son circuit mondial mais le tournoi conserve logiquement sa place et intègre la catégorie de tournois la plus prestigieuse, les Super 1000.

## Lieu de la compétition
L'Open d'Angleterre s'est déroulé sur 8 sites différents depuis la 1re édition en 1899. Depuis 1994, il se déroule à la National Indoor Arena de Birmingham, au centre de l'Angleterre.
| Années    | Lieu                                      | Ville                  |
| --------- | ----------------------------------------- | ---------------------- |
| 1899-1901 | London Scottish Regiment                  | Westminster, Londres   |
| 1902      | The Crystal Palace                        | Sydenham Hill, Londres |
| 1903-1909 | London Rifles Brigade's City Headquarters | Islington, Londres     |
| 1910-1939 | Lindley Hall                              | Westminster, Londres   |
| 1947-1949 | Harringay Arena                           | Harringay, Londres     |
| 1950-1956 | Earls Court Exhibition Centre             | Londres                |
| 1957-1993 | Wembley Arena                             | Wembley, Londres       |
| 1994-     | National Indoor Arena                     | Birmingham             |

## Palmarès

### Années 2000
| Année | Simple hommes         | Simple dames   | Double hommes                        | Double dames               | Double mixte               |
| ----- | --------------------- | -------------- | ------------------------------------ | -------------------------- | -------------------------- |
| 2001  | Pullela Gopichand     | Gong Zhichao   | Tony Gunawan Halim Haryanto          | Gao Ling Huang Sui         | Zhang Jun Gao Ling         |
| 2002  | Chen Hong             | Camilla Martin | Ha Tae-kwon Kim Dong-moon            | Gao Ling Huang Sui         | Kim Dong-moon Ra Kyung-min |
| 2003  | Muhammad Hafiz Hashim | Zhou Mi        | Sigit Budiarto Candra Wijaya         | Gao Ling Huang Sui         | Zhang Jun Gao Ling         |
| 2004  | Lin Dan               | Gong Ruina     | Jens Eriksen Martin Lundgaard Hansen | Gao Ling Huang Sui         | Kim Dong-moon Ra Kyung-min |
| 2005  | Chen Hong             | Xie Xingfang   | Cai Yun Fu Haifeng                   | Gao Ling Huang Sui         | Nathan Robertson Gail Emms |
| 2006  | Lin Dan               | Xie Xingfang   | Jens Eriksen Martin Lundgaard Hansen | Gao Ling Huang Sui         | Zhang Jun Gao Ling         |
| 2007  | Lin Dan               | Xie Xingfang   | Koo Kien Keat Tan Boon Heong         | Wei Yili Zhang Yawen       | Zheng Bo Gao Ling          |
| 2008  | Chen Jin              | Tine Rasmussen | Jung Jae-sung Lee Yong-dae           | Lee Hyo-jung Lee Kyung-won | Zheng Bo Gao Ling          |
| 2009  | Lin Dan               | Wang Yihan     | Cai Yun Fu Haifeng                   | Zhang Yawen Zhao Tingting  | He Hanbin Yu Yang          |

### Années 2010
| Année | Simple hommes | Simple dames   | Double hommes                                       | Double dames                            | Double mixte                  |
| ----- | ------------- | -------------- | --------------------------------------------------- | --------------------------------------- | ----------------------------- |
| 2010  | Lee Chong Wei | Tine Rasmussen | Jonas Rasmussen Lars Paaske                         | Du Jing Yu Yang                         | Zhang Nan Zhao Yunlei         |
| 2011  | Lee Chong Wei | Wang Shixian   | Mathias Boe Carsten Mogensen                        | Wang Xiaoli Yu Yang                     | Xu Chen Ma Jin                |
| 2012  | Lin Dan       | Li Xuerui      | Jung Jae-sung Lee Yong-dae                          | Tian Qing Zhao Yunlei                   | Tontowi Ahmad Liliyana Natsir |
| 2013  | Chen Long     | Tine Rasmussen | Liu Xiaolong Qiu Zihan                              | Wang Xiaoli Yu Yang                     | Tontowi Ahmad Liliyana Natsir |
| 2014  | Lee Chong Wei | Wang Shixian   | Mohammad Ahsan Hendra Setiawan                      | Wang Xiaoli Yu Yang                     | Tontowi Ahmad Liliyana Natsir |
| 2015  | Chen Long     | Carolina Marín | Mathias Boe Carsten Mogensen                        | Bao Yixin Tang Yuanting                 | Zhang Nan Zhao Yunlei         |
| 2016  | Lin Dan       | Nozomi Okuhara | Vladimir Ivanov Ivan Sozonov                        | Misaki Matsutomo Ayaka Takahashi        | Tang Yuanting (en) Yu Yang    |
| 2017  | Lee Chong Wei | Tai Tzu-ying   | Marcus Fernaldi Gideon Kevin Sanjaya Sukamuljo (en) | Chang Ye-na (en) Lee So-hee             | Lu Kai Huang Yaqiong          |
| 2018  | Shi Yuqi      | Tai Tzu-ying   | Marcus Fernaldi Gideon Kevin Sanjaya Sukamuljo (en) | Christinna Pedersen Kamilla Rytter Juhl | Yuta Watanabe Arisa Higashino |
| 2019  | Kento Momota  | Chen Yufei     | Mohammad Ahsan Hendra Setiawan                      | Chen Qingchen Jia Yifan                 | Zheng Siwei Huang Yaqiong     |

### Années 2020
| Année | Simple hommes    | Simple dames    | Double hommes                         | Double dames                   | Double mixte                           |
| ----- | ---------------- | --------------- | ------------------------------------- | ------------------------------ | -------------------------------------- |
| 2020  | Viktor Axelsen   | Tai Tzu-ying    | Hiroyuki Endo Yuta Watanabe           | Yuki Fukushima Sayaka Hirota   | Praveen Jordan Melati Daeva Oktavianti |
| 2021  | Lee Zii Jia      | Nozomi Okuhara  | Hiroyuki Endo Yuta Watanabe           | Mayu Matsumoto Wakana Nagahara | Yuta Watanabe Arisa Higashino          |
| 2022  | Viktor Axelsen   | Akane Yamaguchi | Muhammad Shohibul Fikri Bagas Maulana | Nami Matsuyama Chiharu Shida   | Yuta Watanabe Arisa Higashino          |
| 2023  | Li Shifeng       | An Se-young     | Fajar Alfian Muhammad Rian Ardianto   | Kim So-yeong Kong Hee-yong     | Zheng Siwei Huang Yaqiong              |
| 2024  | Jonatan Christie | Carolina Marín  | Fajar Alfian Muhammad Rian Ardianto   | Baek Ha-na Lee So-hee (en)     | Zheng Siwei Huang Yaqiong              |
| 2025  | Shi Yuqi         | An Se-young     | Kim Won-ho Seo Seung-jae              | Nami Matsuyama Chiharu Shida   | Guo Xinwa Chen Fanghui                 |

## Joueurs ayant remporté le plus de victoires
Le tableau ci-dessous liste les joueurs et joueuses ayant remporté au moins 7 victoires à l'Open d'Angleterre.
| Joueur               | Simple hommes | Simple dames | Double hommes | Double dames | Double mixte | Total |
| -------------------- | ------------- | ------------ | ------------- | ------------ | ------------ | ----- |
| George Alan Thomas   | 4             |              | 9             |              | 8            | 21    |
| Frank Devlin         | 6             |              | 7             |              | 5            | 18    |
| Judy Devlin (1)      |               | 10           |               | 7            |              | 17    |
| Muriel Lucas         |               | 6            |               | 10           | 1            | 17    |
| Finn Kobberø         |               |              | 7             |              | 8            | 15    |
| Betty Uber           |               | 1            |               | 4            | 8            | 13    |
| Tonny Ahm (2)        |               | 2            |               | 6            | 4            | 12    |
| Ethel B. Thomson (3) |               | 5            |               | 4            | 2            | 11    |
| Erland Kops          | 7             |              | 4             |              |              | 11    |
| Gillian Gilks (4)    |               | 2            |               | 3            | 6            | 11    |
| Kirsten Thorndahl    |               | 1            |               | 5            | 5            | 11    |
| Gao Ling             |               |              |               | 6            | 5            | 11    |
| Ulla Strand (5)      |               |              |               | 3            | 7            | 10    |
| Ralph C. F. Nichols  | 5             |              | 3             |              | 1            | 9     |
| Park Joo-bong        |               |              | 4             |              | 5            | 9     |
| Chung Myung-hee      |               |              |               | 4            | 5            | 9     |
| Marjorie Barrett     |               | 5            |               | 4            |              | 9     |
| Kitty McKane (6)     |               | 4            |               | 2            | 2            | 8     |
| Gordon 'Curly' Mack  | 1             |              | 6             |              | 1            | 8     |
| Rudy Hartono         | 8             |              |               |              |              | 8     |
| Nora Perry (7)       |               |              |               | 2            | 6            | 8     |
| Eddy B. Choong       | 4             |              | 3             |              |              | 7     |

Plusieurs femmes ont changé de nom à la suite de leur mariage :

(1) : Judy Devlin / Judy Hashman 

(2) : Tonny Olsen / Tonny Ahm 

(3) : Ethel B. Larcombe / Ethel B. Thomson  

(4) : Gillian Perrin / Gillian Gilks / Gillian Goodwin 

(5) : Ulla Rasmussen / Ulla Strand 

(6) : Kitty McKane / Kitty Godfree 

(7) : Nora Gardner / Nora Perry